# 色素沈着
色素沈着（しきそちんちゃく、色素沈着症、Hyperpigmentation）とは、色素のメラニンの増加によって、皮膚や爪の一部が黒ずむことである。なお反対に、色素が減って明るくなっている場合は、低色素沈着、あるいは白斑、色素脱失などと呼ばれる。

## 原因
色素沈着は、日焼けによって痛んだり、薬品による影響を受けたり、ニキビなど、何らかの原因で発生した皮膚の炎症や皮膚の損傷が原因となる:854。暗い色調の肌のヒトでは、特に太陽光に過度に曝された時に色素沈着しやすい傾向がある。
色素沈着の原因は多くの場合、メラニンが過剰に生成されることである。色素沈着は局所的か拡散性であり、顔や手の甲のような部分に影響を生じる。メラニンは、表皮の下層のメラニン細胞（メラノサイト）で生成される。メラニンは色素の1種で、目、皮膚、髪など身体の色を生み出している。老化するとメラニン細胞が広く分布しなくなり、また身体によって制御されにくくなる。紫外線はメラニン細胞の活動を刺激し、細胞の凝集度が高くなると色素沈着が起きる。色素沈着の別の形は、炎症後色素沈着で、ニキビが治ってからシミのような見た目で黒ずんで生じてくる。
妊娠により乳首、脇、背中上部、腹部、太もも、性器など、全身的に特に色素の濃い部分に色素沈着を生じさせるものの、通常は分娩後に全身的に皮膚は明るく戻ってくる。
この他に、色素沈着が起こる原因としては、何らかの疾患が背後に存在する場合もある。

### 原因となる病気や症状
- 肝斑は、比較的一般的に見られる皮膚の問題であり、斑状に暗い色の色素沈着を起こす。妊婦に生じることもある。典型的には顔に生じ、顔の左右両面の一致する部分に生じる。男性にも生じるものの、女性の方が起こりやすい。アメリカ合衆国の皮膚科学会によれば肝斑が生じる人の9割は女性である[7]。
- 黒線は、妊娠中に濃い色の線がお腹にできる。
- ニキビの炎症後色素沈着。
- 白癬は真菌の感染によって起こる。
- セリアック病
- バセドウ病

特定の疾患に関して
- 慢性原発性副腎皮質機能低下症（アジソン病）や他の副腎不全では、メラニン細胞刺激ホルモン (MSH) といった、メラニンの合成を促すホルモンが増加する。
- クッシング病や他にも副腎皮質刺激ホルモン (ACTH) の生成が過剰な状態では、プロオピオメラノコルチン (POMC) からのACTH合成の副産物が、上記MSHとなり色素沈着の原因となる。
- ネルソン症候群
- 黒色表皮症（英語版）では、インスリン抵抗性に関連して間擦する部分の色素沈着が生じる。
- ポイツ・ジェガーズ症候群は常染色体優性疾患の1種で、唇や口腔粘膜における斑状の色素沈着や、胃腸のポリープを特徴とする。
- ポルフィリン症
- クロンカイト・カナダ症候群
- ヘモクロマトーシスは消耗性の遺伝性障害で、身体に鉄を慢性的に蓄積する。
- アロマターゼ欠乏症 （英語版）
- シムケ免疫性骨形成不全 (SOID)[8]

外的要因
- サリチル酸、ブレオマイシン（抗がん剤）、シスプラチン（同）が原因となることがある。肝斑も参照。
- 水銀中毒 — 特に美白用の水銀クリームに皮膚がさらされることによって。
- 喫煙者の黒皮症（英語版）

色素沈着はレーザー治療で引き起こされることもある。

## 治療
日焼け止めの使用は、日焼けによって痛んでさらに暗い斑ができるのを防止する。メラニンの過剰生成が原因の色素沈着（肝斑、ニキビ瘢痕）は、多くの場合、外用の脱色素剤が使われ、有効性と安全性、また使用法に幅がある。
一部の薬剤、特に高用量のものは、アメリカ合衆国では処方薬としてのみ利用でき、ハイドロキノン、アゼライン酸、コウジ酸、が挙げられる。また一部の薬剤では処方箋が不要で、ニコチンアミド（ナイアシンアミド）、システアミンがある。ハイドロキノンに対する懸念ためトラネキサム酸、ルシノールなどほかの多くの成分の市場が成長した。ニキビが原因であれば原因に対処することが重要で、トレチノインやアダパレンのようなレチノイドの外用薬が使われている。
20世紀末から21世紀初頭において、ハイドロキノンは色素沈着の治療によく処方されているものの、長期的な使用に対しては安全性に疑問が投げかけられており、1994年に世界保健機関 (WHO) は店頭販売しないよう勧告した 、一部の国でより強く規制されている。アメリカ合衆国では2%濃度のハイドロキノンが店頭販売され、4%は処方箋を必要とする。EUでは化粧品への使用は禁止された。
ケミカルピーリングではサリチル酸の弱いものから様々な成分で強いものまであり、強い乖離剤でははるかに多くの炎症を起こし悪化させる可能性がある。
レーザーでは、色素沈着の解消を促す可能性もあるが、刺激と炎症によって悪化と色素沈着のリスクがあるためその有用性は制限され、特にEr:YAGレーザーやCO2レーザーは悪化する可能性が高いため使用すべきではない。
他の治療法には、マイクロダーマブレーションがある。